# Carmoterol
Carmoterol (INN),  hay còn gọi là TA-2005 và CHF-4226, là một tổ chức phi catechol  thực nghiệm chất đồng vận β adrenoreceptor siêu tác dụng lâu dài (siêu LABA)  đó là trong thử nghiệm lâm sàng trước năm 2010 khi nó đã bị rút khỏi sự phát triển hơn nữa dựa trên bằng chứng cho thấy hợp chất này không có hồ sơ cạnh tranh.
Các nghiên cứu sơ bộ chỉ ra thời gian tác dụng của nó vượt quá 24 giờ sau khi hít 3 μg. Hồ sơ dược lý của thuốc này bao gồm thực tế hiệu lực của nó trong khí quản chuột lang bị cô lập lớn hơn so với formoterol và salmeterol Nó được lựa chọn nhiều hơn 100 lần cho cơ phế quản so với mô cơ tim.